# Pogonocephala
Pogonocephala là một chi bướm đêm thuộc họ Gracillariidae.

## Các loài
- Pogonocephala heteropsis (Lower, 1894)
- Pogonocephala veneranda (Meyrick, 1909)